# Arnicastrum guerrerense
Arnicastrum guerrerense là một loài thực vật có hoa trong họ Cúc. Loài này được Villaseñor mô tả khoa học đầu tiên năm 1986.